# Cratès (poète)
Pour les articles homonymes, voir Cratès.
 (avril 2017).
Si vous disposez d'ouvrages ou d'articles de référence ou si vous connaissez des sites web de qualité traitant du thème abordé ici, merci de compléter l'article en donnant les références utiles à sa vérifiabilité et en les liant à la section « Notes et références ».
Cratès (en grec : Κράτης) est un poète comique grec du Ve siècle av. J.-C. Il est considéré actif d'environ 450 (car il remporte un concours) à environ 425 (car Aristophane parle de lui au passé en 424 dans sa pièce Les Cavaliers).
Selon Aristote, Cratès fut le premier auteur comique athénien à abandonner les attaques politiques et personnelles et à introduire des sujets généraux, des allégories philosophiques (Poétique, chapitre V).
Le sujet et quelques fragments de sa comédie Les Bêtes sauvages nous sont connus. Dans cette pièce, les animaux parlent et conseillent aux hommes de ne plus les manger.
Dans une autre scène, deux personnages dialoguent sur une vie où les esclaves ne seraient plus nécessaires parce que l'homme serait servi par des ustensiles devenus intelligents. (Aristote, Poétique, Le Livre de Poche Classique, 1990, note p. 159) Ces ustensiles autonomes font référence aux objets légendaires des dieux de l'Olympe (comme des statue ou un trépied se déplaçant seuls) qui deviendraient disponibles pour les humains. (Voir Pierre Vidal-Naquet, Le Chasseur noir, 1981, éd. Maspéro, en ligne en traduction anglaise ; ou sa reprise par Vidal-Naquet et Jean-Pierre Vernant dans Travail et Esclavage en Grèce ancienne, 1988, éd. Complexe, p. 106.)